# ورزشگاه ورزشی آکرا
ورزشگاه ورزشی آکرا (به لاتین: Accra Sports Stadium) یک ورزشگاه در غنا است که در آکرا واقع شده‌است.